# François Masurel-Pollet
 (août 2012).
Si vous disposez d'ouvrages ou d'articles de référence ou si vous connaissez des sites web de qualité traitant du thème abordé ici, merci de compléter l'article en donnant les références utiles à sa vérifiabilité et en les liant à la section « Notes et références ».
Pour les articles homonymes, voir Masurel.
François Masurel-Pollet (1826-1913) est un industriel français du Nord dans le secteur du textile.

## Biographie
François Masurel est né le 9 octobre 1826 à Tourcoing. Il a neuf frères et sœurs (dont Ernest, père du député Albert Masurel). Son père est le fondateur des établissements Masurel et fils. Il se marie le 20 octobre 1851 avec Joséphine-Catherine Pollet née à Tourcoing en 1832 et fille de négociants. Ils auront six enfants : trois fils, François, Edmond et Eugène, et trois filles, Joséphine, Pauline et Marie.
François Masurel-Pollet (il était de tradition dans le Nord d'ajouter le nom de famille de sa femme à son propre nom) est le fondateur des Établissements François Masurel et Fils, société fondée en 1877 avec son fils François Masurel-Jonglez qui sera rejoint par ses deux frères, Edmond Masurel-Baratte en 1882 et Eugène Masurel-Wattinne en 1887.
À la fondation de la société en nom collectif, François Masurel-Pollet apporte un capital de 100 000 francs pour partie en bâtiments et en terrains et pour partie en espèces, son fils apportant « son temps et ses soins ».
« En 1877, il fonde avec ses fils une filature de laines qui, avec la perfection de son outillage et le nombre de ses broches (80 000), tient le premier rang parmi les industries françaises. Cette filature a permis de ramener en France la fabrication des fils d’Alsace. » (Extrait de son dossier de Légion d’honneur) .
Mais dès 1882, François Masurel-Pollet laisse à ses fils la direction de l’entreprise pour se consacrer à ses autres activités.
Il est juge puis président du Tribunal de Commerce de Tourcoing de 1877 à 1883.
Enfin, il est administrateur de la succursale de la Banque de France de Roubaix-Tourcoing de 1871 à 1901.

## Œuvres
À partir de 1865, il s’implique de plus en plus dans des œuvres sociales, mettant en pratique son catholicisme fervent. Il est administrateur des Hospices de 1865 à 1870 et vice président de la commission administrative du Bureau de Bienfaisance pendant 11 ans. Il fonde l’œuvre du Prêt du Linge et l’œuvre de la Goutte de lait à Tourcoing. Il a développé dans ses usines les œuvres sociales telles que l’Association de Secours Mutuels, dont il est le Président, l’allocation aux jeunes ménages et aux femmes en couches, l’encouragement à l’épargne sous forme de gratifications aux ouvriers qui effectuent des versements à la Caisse d’Epargne de l’État etc.
C’est à ce titre qu’il devient médaillé de bronze de la Mutualité.

## Honneurs
Le 11 octobre 1906, le Président de la Chambre de Commerce de Tourcoing le fait Chevalier de la Légion d’honneur à la demande du Ministère du Commerce de l’Industrie et du Travail, au titre de l’exposition de Liège en 1905 où il a obtenu le Grand Prix.
À cette occasion, il est rappelé que François Masurel Pollet a été conseiller municipal à Tourcoing pendant 7 ans, membre de la chambre consultative et de la Chambre de Commerce de 1861 à 1885, fondateur et président de la Section de la Société de Géographie établie à Tourcoing en 1886, président de la Section de l’Alliance française établie à Tourcoing en 1893.